# Risuonatore

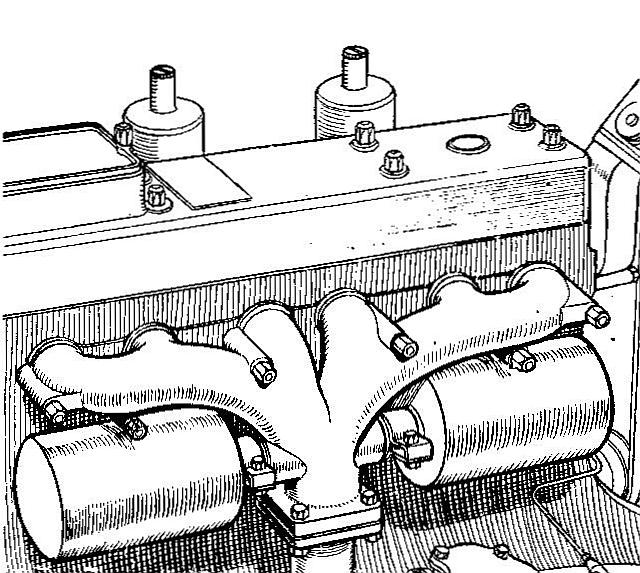
Illustrazione di un sistema a risuonatore per il sistema di scarico di un autoveicolo

Un risuonatore (o risonatore) è un corpo elastico cavo.

## Principio di funzionamento
Ogni corpo elastico ha la proprietà di entrare in oscillazione quando è sollecitato da una particolare frequenza, se questo corpo poi è cavo, ha la capacità di alterare le ampiezze delle armoniche, lasciandone invariate le frequenze, modificando così il tracciato finale dell'onda complessa, senza modificarne la frequenza complessiva o fondamentale.
Alcune armoniche saranno rinforzate e queste saranno dette risonanze, mentre altre saranno indebolite e prenderanno il nome d'antirisonanze.

## Applicazioni motoristiche

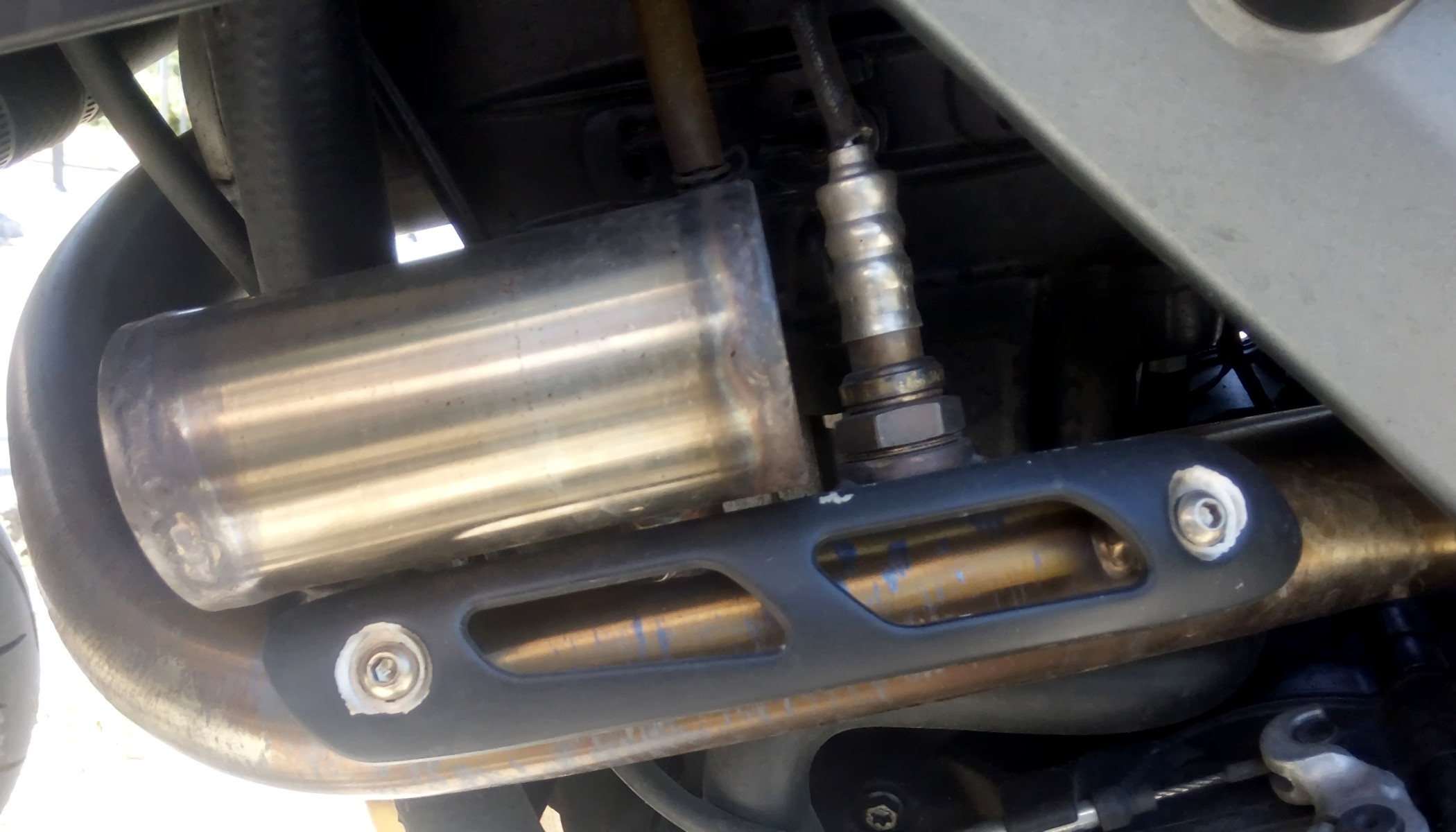
Motocicletta 4T Turbo con tubo di scarico munito di risuonatore in parallelo, a fianco è possibile vedere la sonda lambda e in basso il tubo con paratia paracalore

Il risuonatore è stato applicato in campo motociclistico, in particolar modo ai motori a due tempi, con la creazione di:
- Camera d'espansione
- Valvola risonatrice
- Polmone di recupero
- Limitatore di risonanza nelle camere d'espansione
- Risuonatore nei tubi di scarico non risuonanti (tipici dei motori a 4 tempi), montato o in serie, in parallelo o come appendice, il suo uso è iniziato verso il XXI secolo, il meccanismo è simile alle valvole risuonanti, ma in questo caso sono sempre operative.[1][2]